# 加布里埃萊·加蒂
加布里埃萊·加蒂（[Gabriele Gatti] 错误：{{Langx}}：无效参数：|native_name_lang=（帮助），1953年3月27日—）是一位聖馬利諾的政治家，於2014年10月－2015年4月與馬泰奥·菲奥里尼同時出任執政官。
2012年9月18日，在聖馬利諾反黑手黨委員會所編寫的〈大議會關於黑社會力量滲透現象的最終報告〉中曾多次提到加布里埃萊·加蒂

## 榮譽
Order pro merito Melitensi

意大利共和國勳章